# Ratnovce
Ratnovce és un poble i municipi d'Eslovàquia que es troba a la regió de Trnava, a l'oest del país. El 2023 tenia 1.082 habitants.

## Història
La vila fou fundada el 1240.

## Demografia
| Godina             | 1994 | 2004   | 2014   | 2024   |
| ------------------ | ---- | ------ | ------ | ------ |
| Nombre de persones | 960  | 950    | 1027   | 1074   |
| Diferència         |      | −1,04% | +8,10% | +4,57% |

| Godina             | 2023 | 2024   |
| ------------------ | ---- | ------ |
| Nombre de persones | 1082 | 1074   |
| Diferència         |      | −0,73% |